# Achilles Ciasca
Achilles Ciasca (São Paulo, 17 de dezembro de 1891 — São Paulo, 17 de janeiro de 1984), mais conhecido como Ciasca, foi um futebolista brasileiro que atuava como médio (atualmente volante) e que atuou pelo Corinthians.

## Carreira
Ciasca começou sua trajetória no Timão em 1917, e estreou em uma vitória por 1–0 contra o Ypiranga, no dia 8 de abril de 1917, valendo o Campeonato Paulista.
Ciasca atuou pelo Corinthians entre 1917 e 1924, Ciasca esteve em campo em 142 jogos, tendo sido 105 vitórias, 14 empates,23 derrotas e um gol marcado. Destacou-se pelo seu estilo pegajoso, sem dar folga ao adversário, o que lhe rendeu o apelido de Carrapato. Fez parte do elenco corintiano tricampeão paulista em 1922, 1923 e 1924.

## Títulos
Corinthians
- Campeonato Paulista de 1922
- Campeonato Paulista de 1923
- Campeonato Paulista de 1924